# Circuito de Valônia
O Circuito de Valônia (oficialmente:Circuit de Wallonie Ville de Fleurus), é uma competição de ciclismo de um dia belga disputada na região Valônia.
Foi criado em 1966 baixo o nome de Circuito de Hainaut até 2003. Em 2011, a corrida abriu-se a profissionais e foi integrada no UCI Europe Tour. dentro da categoria 1.2 (última categoria do profissionalismo).

## Palmarés
| Ano                 | Vencedor                    | Segundo                  | Terceiro               |           |
| ------------------- | --------------------------- | ------------------------ | ---------------------- | --------- |
| Circuit du Hainaut  |                             |                          |                        |           |
| 1966                | Roger Rosiers               | Valere Van Sweevelt      | Romain Furnière        |           |
| 1967                | Jozef Schoeters             | Willy De Geest           | Romain Pauwels         |           |
| 1968                | Jozef Schoeters             | Ronald De Witte          | Englebert Opdebeeck    |           |
| 1969                | Paul Crapez                 | Jean-Pierre Monseré      | Gustaaf Van Roosbroeck |           |
| 1970                | Willy Abbeloos              | Theo Dockx               | Luc Van Den Daele      |           |
| 1971                | Michel Van Vlierden         | Eric Wijckaert           | Ludo Van Der Linden    |           |
| 1972                | Lucien De Brauwere          | André Coppers            | Karel Sels             |           |
| 1973                | Roger De Beukelaer          | Jean Van der Stappen     | Marc Steels            |           |
| 1974                | Jos Gysemans                | Marc Renier              | Luc Leman              |           |
| 1975                | Ferdi Van Den Haute         | Dirk Ongenae             | Ronan De Meyer         |           |
| 1976                | André Van den Steen         | Pierre Sonnet            | Rudy Pevenage          |           |
| 1977                | René Martens                | Jean-Claude Rogge        | Ludo Theunis           |           |
| 1978                | Daniel Willems              | Alfons De Wolf           | Ronny Van Holen        |           |
| 1979                | Etienne De Wilde            | Guy Nulens               | Paul Haghedooren       |           |
| 1980                | Paul Haghedooren            | Raoul Bruyndonckx        | Gerrit Van Gestel      |           |
| 1981                | Kurt Dockx                  | Marc Sergeant            | Marc Vandenbrande      |           |
| 1982                | Patrick Cocquyt             | Wim Van Eynde            | Yves Godimus           |           |
| 1983                | Diederik Foubert            | Robert D'Hont            | Rudy Patry             |           |
| 1984                | Stefan Van Leeuwe           | John Dekeukelaere        | Patrick Toelen         |           |
| 1985                | Stefan Van Leeuwe           | Dirk Clarysse            | Ronny Van Sweevelt     |           |
| 1986                | Peter Roes                  | Erik Peeters             | Guido Verdeyen         |           |
| 1987                | Peter de Clercq             | Kurt Van Keirsbulck      | Jean-Marie Vernie      |           |
| 1988                | Jean-François Brasseur      | Frank Francken           | Johan Verstrepen       |           |
| 1989                | Michel Stasse               | Daniël Van Steenbergen   | Eric De Clercq         |           |
| 1990                | Johan Remels                | Peter Van Petegem        | Wim Vervoort           |           |
| 1991                | Fabrice Dejardin            | Arvis Piziks             | Pierre Herinne         |           |
| 1992                | Nico Desmet                 | Wim van de Meulenhof     | Jürgen Opeel           |           |
| 1993                | Caspar van der Meer         | Franky De Buyst          | Geert Verheyen         |           |
| 1994                | Yannick Cornelis            | Patrick Roelandt         | Wim van de Meulenhof   |           |
| 1995                | Rik Verbrugghe              | Sébastien Demarbaix      | Mijailo Jalilov        |           |
| 1996                | Fabien De Waele             | Koen Das                 | Steve De Wolf          |           |
| 1997                | Wim Heselmans               | Karel Vereecke           | Günther Stockx         |           |
| 1998                | Danny Swinnen               | Sébastien Van Den Abeele | Steven Van Aken        |           |
| 1999                | Marcel Duijn                | Fabian Wegmann           | Björn Leukemans        |           |
| 2000                | Jan Verstraeten             | Nico Sijmens             | Andy Cappelle          |           |
| 2001                | Dimitry Muravyev            | Tom Boonen               | Jurgen Van Goolen      |           |
| 2002                | Johan Vansummeren           | Gert Steegmans           | Cédric Coutouly        |           |
| 2003                | Preben Van Hecke            | Jens Renders             | Thomas Dekker          |           |
| Circuit de Wallonie |                             |                          |                        |           |
| 2004                | Gianni Meersman             | Pierre Drancourt         | Tom Stamsnijder        |           |
| 2005                | Erik Lievens                | Jelle Vanendert          | Steven Vandenbussche   |           |
| 2006                | Nikolas Maes                | Geert Steurs             | Jürgen Roelandts       |           |
| 2007                | Francis De Greef            | Sander Armée             | Pieter Vanspeybrouck   |           |
| 2008                | Ben Hermans                 | Romain Zingle            | Thomas De Gendt        |           |
| 2009                | Romain Zingle               | Walt De Winter           | Jens Keukeleire        |           |
| 2010                | Thomas Degand               | Jérôme Giaux             | Dries Hollanders       |           |
| 2011                | Diego Tamayo                | Walt De Winter           | Jeroen Hoorne          |           |
| 2012                | Reinardt Janse van Rensburg | Kenneth Vanbilsen        | Kevin Claeys           |           |
| 2013                | Sébastien Delfosse          | Pierre Drancourt         | Matthias Allegaert     |           |
| 2014                | Maurits Lammertink          | Dimitri Claeys           | Floris De Tier         |           |
| 2015                | Stef Van Zummeren           | Philipp Walsleben        | Gianni Vermeersch      |           |
| 2016                | Kévin Lalouette             | Gianni Marchand          | Olivier Chevalier      |           |
| 2017                | Maarten van Trijp           | Ludovic Robeet           | Rob Leemans            |           |
| 2018                | Mikkel Honoré               | Niklas Larsen            | Ross Lamb              |           |
| 2019                | Thomas Boudat               | Baptiste Planckaert      | Niki Terpstra          |           |
| 2020                | cancelado                   | cancelado                | cancelado              | cancelado |
| 2021                | Christophe Laporte          | Marc Sarreau             | Laurence Pithie        |           |
| 2022                | Andrea Pasqualon            | Axel Zingle              | Philippe Gilbert       |           |
| 2023                | Jordi Meeus                 | Lionel Taminiaux         | Timo Kielich           |           |
| 2024                | Arnaud De Lie               | Axel Zingle              | Matthew Brennan        |           |
| 2025                |                             |                          |                        |           |